# Мани Ратнам
Ма́ни Ра́тнам (англ. Mani Ratnam, там. மணிரத்னம், хинди मणिरत्नम्, настоящее имя Гопа́л Ра́тнам Субрама́ньям, англ. Gopala Ratnam Subramaniam; род. 2 июня 1956, Мадурай, Тамилнад, Индия) — индийский режиссёр, сценарист, продюсер, работающий в основном в Колливуде. Обладатель многочисленных наград, в том числе нескольких Национальных кинопремий, Filmfare Awards, Filmfare Awards South. Награждён правительственной наградой Падма Шри (2002).

## Биография
Мани Ратнам (урождённый Гопал Ратнам Субраманьям) родился 2 июня 1956 года в тамильской семье браминов в городе Мадурай в штате Тамилнад. Его отец и два брата были кинопродюсерами.
Вырос в Ченнаи, где окончил колледж в области коммерции Ramakrishna Mission Vivekananda College, являющийся филиалом Мадрасского университета, а затем получил степень магистра делового администрирования в Jamnalal Bajaj Institute of Management Studies. До того, как начать работать в кинематографе, работал консультантом по менеджменту.
В 1983 году дебютировал в кино в качестве режиссёра фильмом на языке каннада Pallavi Anu Pallavi. Затем последовали фильмы Unaru (на языке малаялам) и Pagal Nilavu (на тамильском языке), не имевшие коммерческого успеха. Известность пришла к Ратнаму после фильма Mouna Ragam («Молчаливая симфония», 1986). Следующий фильм «Герой» (1987) с Камалом Хасаном в главной роли имел огромный успех и признание на национальном уровне.
В начале своей карьеры Ратнам часто сотрудничал с композитором Илаяраджей, впоследствии — с композитором А. Р. Рахманом.
Дебютом режиссёра в Толливуде стал фильм Geethanjali («Гитанджали», 1989), получивший Национальную кинопремию, признание критики и имевший коммерческий успех.
Мани Ратнам также известен своей «трилогией о терроризме», включающей в себя фильмы «Роза» (1992), «Бомбей» (1995) и «Любовь с первого взгляда» (1998). В 2010 году заметной режиссёрской работой Ратнама стал фильм, снятый в двух версиях — «Демон» (Raavanan) на тамильском языке и фильм на языке хинди — «Злодей» (Raavan) (в обеих версиях в главной женской роли снялась Айшвария Рай, в тамильской версии в отрицательной роли — южно-индийский актёр Чийян Викрам, а в Болливуде в той же роли — Абхишек Баччан).
Фильмы Ратнама «Герой» (1987) и Anjali (1990) были представлены Индией на премию «Оскар» в категории «Лучший фильм на иностранном языке», но не вошли в шорт-лист номинации.
«Герой» (1987) наряду с «Трилогией об Апу» Сатьяджита Рея и фильмом «Жажда» Гуру Датта являются единственными фильмами Индии в списке «100 лучших фильмов всех времён» по версии журнала Time.
Мани Ратнам — владелец кинокомпании Madras Talkies.

### Семья
- Отец — кинопродюсер Ратнам Айер (Ratnam Iyer)[2].
- Братья — кинопродюсеры Г. Венкатешваран[англ.]  (13.01.1948 — 03.05.2003) и Г. Шринивасан[англ.] (23.09.1958 — 27.05.2007).
- Жена — актриса Сухасини, племянница Камала Хасана и дочь его старшего брата Чарухасана[англ.] (поженились в 1982 году).
- Сын — Нандан Маниратнам.

## Фильмография
- 1983 — Pallavi Anu Pallavi
- 1985 — Pagal Nilavu
- 1985 — Idaya Kovil
- 1986 — Молчаливая симфония / Mouna Ragam
- 1987 — Герой / Nayakan
- 1988 — Agni Natchathiram
- 1989 — Гитанджали / Gitanjali
- 1990 — Anjali
- 1991 — Thalapathi
- 1992 — Роза / Roja
- 1993 — Thiruda Thiruda
- 1995 — Бомбей / Bombay
- 1997 — Тандем / Iruvar
- 1998 — Любовь с первого взгляда / Dil Se..
- 2000 — Набегающие волны / Alai Payuthey
- 2000 — Kelviyin Nayagan
- 2002 — След от поцелуя на щеке / Kannathil Muthamittal
- 2004 — Молодость / Ayitha Ezhuthu
- 2004 — На перекрёстке судеб / Yuva
- 2007 — Гуру: Путь к успеху / Guru
- 2010 — Демон / Raavanan
- 2010 — Злодей / Raavan
- 2013 — Море / Kadal
- 2015 — O Kadhal Kanmani
- 2017 — Kaatru Veliyidai

## Награды
- 2002 — Падма Шри[3]

| Национальная кинопремия - 1987 — Лучший фильм на тамильском языке — Молчаливая симфония - 1990 — Лучший развлекательный фильм — «Гитанджали» - 1991 — Лучший фильм на тамильском языке — Anjali - 1993 — Лучший фильм по вопросам национальной интеграции — «Роза» - 1996 — Лучший фильм по вопросам национальной интеграции — «Бомбей» - 2003 — Лучший фильм на тамильском языке — «Поцелуй в щёчку» Filmfare Awards - 1996 — Лучший фильм по мнению критиков — «Бомбей» - 2003 — Лучший сценарий — «Анатомия любви» - 2005 — Лучший фильм по мнению критиков — «На перекрестке судеб» - 2005 — Лучший сценарий — «На перекрестке судеб» | Filmfare Awards South - 1987 — Лучший режиссёр фильма на тамили — «Молчаливая симфония» - 1990 — Лучший режиссёр фильма на телугу — «Гитанджали» - 1991 — Лучший режиссёр фильма на тамили — Anjali - 1992 — Лучший режиссёр фильма на тамили — Thalapathi - 1996 — Лучший режиссёр фильма на тамили — «Бомбей» - 2003 — Лучший режиссёр фильма на тамили — «Поцелуй в щёчку» Tamil Nadu State Film Awards - 1988 — Третий приз за лучший фильм — Agni Natchathiram - 1993 — Лучшая режиссёрская работа — «Роза» - 2003 — Второй приз за лучший фильм — «Поцелуй в щёчку» - 2003 — Лучшая режиссёрская работа — «Поцелуй в щёчку» |

Другие
- 1983 — Karnataka State Film Award за лучший сценарий — Pallavi Anu Pallavi[англ.]
- 1990 — Nandi Award за лучший сюжет — «Гитанджали»